# منتخب كوستاريكا لكرة القاعدة
منتخب كوستاريكا لكرة القاعدة هو ممثل كوستاريكا الرسمي في المنافسات الدولية في كرة القاعدة
.